# Орзаго
Орзаго (итал. Orsago) је насеље у Италији у округу Тревизо, региону Венето.
Према процени из 2011. у насељу је живело 3533 становника. Насеље се налази на надморској висини од 44 м.

## Становништво
Према резултатима пописа становништва 2011. у општини је живело 3.917 становника.
| 1931. | 1936. | 1951. | 1961. | 1971. | 1981. | 1991. | 2001. | 2011. |
| ----- | ----- | ----- | ----- | ----- | ----- | ----- | ----- | ----- |
| 2.483 | 2.554 | 2.649 | 2.946 | 3.384 | 3.516 | 3.556 | 3.598 | 3.917 |